# Град књижевности
Једна од улога Унеска је да одржава листу места светске природне и културне баштине. Та места се сматрају важним природним или историјским местима или објектима чије очување је важно за целокупну светску заједницу.
УНЕСЦО-ов програм Град књижевности део је шире мреже креативних градова.
Мрежа је покренута 2004. године и сада има градове чланице у седам креативних области. Остале креативне области су: занати и народна уметност, дизајн, филм, гастрономија, медијска уметност и музика.

## Критеријуми за градове књижевности
Да би били одобрени за град књижевности, градови морају да испуне низ критеријума које је поставио УНЕСКО.
Унеско проглашени градови књижевности деле сличне карактеристике:
- Квалитет, квантитет и разноврсност издаваштва у граду
- Квалитет и квантитет образовних програма који се фокусирају на домаћу или страну литературу на основном, средњем и терцијарном нивоу
- Књижевност, драма и/или поезија играју важну улогу у граду
- Одржавање књижевних манифестација и фестивала на којима се промовише домаћа и страна књижевност
- Постојање библиотека, књижара и јавних или приватних културних центара који чувају, промовишу и шире домаћу и страну литературу
- Укључивање издавачког сектора у превођење књижевних дела са различитих националних језика и стране књижевности
- Активно укључивање традиционалних и нових медија у промоцију књижевности и јачање тржишта књижевних производа

Градови подносе понуде УНЕСКО-у да буду проглашени за Град књижевности. Унеско прати и ревидира именовања сваке четири године.

## О градовима
2004. Единбург је постао први књижевни град. Она је домаћин годишњег Међународног фестивала књиге и има свог песника лауреата — Макара.
Љубљана води своју Библиотека под крошњама на различитим локацијама широм града, укључујући градски парк Тиволи и парк Звезда. Ови сајтови нуде избор жанрова књига и неколико домаћих и страних новина и часописа.
Манчестер је дом Централне библиотеке „светске класе“ и „историјских драгуља“ The Portico Library, John Rylands Research Institute and Library и Chetham's Library.
"Жива књижевна сцена" Мелбурна обухвата преко 300 књижара, Државну библиотеку Викторије међу многим другим библиотекама, базу за Penguin Random House и Лонли планет, Wheeler Centre и Мелбурнски фестивал писаца.
Прашки „велики интелектуални и креативни ресурси“ обухватају области дизајна књига, илустрација, типографије и графичког дизајна. Такође има Националну библиотеку Чешке са међу преко 200 библиотека, једну од највећих концентрација књижара у Европи и Прашки фестивал писаца.
Библиотеке у другим књижевним градовима укључују: Националну библиотеку Braidense у Милану, Универзитетску библиотеку Хајделберга и Националну библиотеку Ирске у Даблину.
Данедин је „Единбург југа“ и дом најстаријег универзитета на Новом Зеланду. Дурбан је „забава“.
Монтевидео је „живо, еклектично место“, а град Квебек је „прелепо, заводљиво место“.

## Градови књижевности
Постоје четрдесет два града књижевности, који се простиру на двадесет осам земаља и шест континената.
Двадесет четири од представљених градова су европска, седам азијска, а три северноамеричка. Океанију и Јужну Америку представљају по два града, док ће Африка имати један одређени град.
Осам земаља има два одређена града, док Велика Британија има пет.
Градови књижевности су:
| Град        | Држава                    | Година натписа |
| ----------- | ------------------------- | -------------- |
| Ангулем     | Француска                 | 2019           |
| Багдад      | Ирак                      | 2015           |
| Барселона   | Шпанија                   | 2015           |
| Бејрут      | Либан                     | 2019           |
| Бучон       | Јужна Кореја              | 2017           |
| Даблин      | Ирска                     | 2010           |
| Данидин     | Нови Зеланд               | 2014           |
| Дурбан      | Јужноафричка Република    | 2017           |
| Единбург    | Уједињено Краљевство      | 2004           |
| Ексетер     | Уједињено Краљевство      | 2019           |
| Гетеборг    | Шведска                   | 2021           |
| Гранада     | Шпанија                   | 2014           |
| Хајделберг  | Немачка                   | 2014           |
| Ајова Сити  | Сједињене Америчке Државе | 2008           |
| Џакарта     | Индонезија                | 2021           |
| Краков      | Пољска                    | 2013           |
| Кухмо       | Финска                    | 2019           |
| Лахор       | Пакистан                  | 2019           |
| Леуварден   | Холандија                 | 2019           |
| Лилехамер   | Норвешка                  | 2017           |
| Љубљана     | Словенија                 | 2015           |
| Лавов       | Украјина                  | 2015           |
| Манчестер   | Уједињено Краљевство      | 2017           |
| Мелбурн     | Аустралија                | 2008           |
| Милано      | Италија                   | 2017           |
| Монтевидео  | Уругвај                   | 2015           |
| Нанкинг     | Кина                      | 2019           |
| Норич       | Уједињено Краљевство      | 2012           |
| Нотингем    | Уједињено Краљевство      | 2015           |
| Обидос      | Португал                  | 2015           |
| Одеса       | Украјина                  | 2019           |
| Праг        | Чешка Република           | 2014           |
| Квебек      | Canada                    | 2017           |
| Рејкјавик   | Ирска                     | 2011           |
| Сијетл      | Сједињене Америчке Државе | 2017           |
| Сулејманија | Ирак                      | 2019           |
| Тарту       | Естонија                  | 2015           |
| Уљановск    | Русија                    | 2015           |
| Утрехт      | Холандија                 | 2017           |
| Вилњус      | Литванија                 | 2021           |
| Вонџу       | Јужна Кореја              | 2019           |
| Вроцлав     | Пољска                    | 2019           |